# Mr. Nutz: Hoppin' Mad
Mr. Nutz: Hoppin' Mad é um jogo de computador em 2D desenvolvido pela Ocean Software para Amiga em 1994.

## Sinopse
O jogo é conceituado em um esquilo denominado Mr. Nutz, que precisa que deve parar as galinhas do espaço que estão tentando conquistar o mundo.

## Fases
- Floresta:
- Cidade Tecnológica:
- Subterrâneo: